# زيتونينة
الزيتونينة (الاسم العلمي: Oleinae) هي عمارة من النباتات تتبع فصيلة الزيتونية من رتبة الشفويات.

## أجناس الزيتونينة
- الزيتون
- العبقة